# Bob Benny
Bob Benny, nato Emilius Wagemans (Sint-Niklaas, 18 maggio 1926 – Beveren, 29 marzo 2011), è stato un cantante e attore televisivo belga.
Ha rappresentato il Belgio all'Eurovision Song Contest 1959 (con Hou toch van mij) e all'Eurovision Song Contest 1961 (con September, gouden roos).